# Kore wa Zombie Desu ka?
Kore wa Zombie Desu ka? (これはゾンビですか? lit. ¿Esto es un zombie??) es una serie de novelas ligeras japonesas escritas por Shinichi Kimura e ilustradas por Kobuichi y Muririn. Fue serializada por la editorial Fujimi Shobo en su revista Fujimi Fantasia Bunko desde 2009 a 2015. También cuenta con tres diferentes adaptaciones al manga, basado en el universo de Kore wa Zombie Desu ka?. Una adaptación a serie de anime producida por Studio Deen se emitió en Japón desde el 11 de julio hasta el 28 de marzo de 2011, con una segunda temporada que se emitió de abril a junio de 2012.

## Argumento
La historia se centra en un estudiante de secundaria llamado Ayumu Aikawa, quien es asesinado durante una serie de asesinatos que ocurrian en Tokio. Sin embargo, Ayumu revive como un zombi gracias al poder de un nigromante llamada Eucliwood Hellscythe, a quien conoció poco antes de morir.  La vida de Ayumu da un giro y entra en un mundo lleno de masuo shoujos y vampiros ninja, donde se le asigna las funciones de un masou shoujo (un juego de palabras con la palabra "mahou shoujo"), por encargo de otra masou shoujo llamada Haruna y viendo sus solitarios días esfumarse.

## Personajes

### Protagonistas
Ayumu Aikawa (相川 歩 Aikawa Ayumu?)
 Seiyū: Junji Majima
Ayumu es un estudiante de secundaria que murió a manos de un asesino en serie y que luego fue resucitado como un zombi por la nigromante Eucliwood Hellsythe, es amable y sensato, dado que puede entender el dolor de la gente, también suele fantasear a Yuu en diversas circunstancias e imaginándose que le dice "onii-chan" con una voz tierna. Aunque al inicio le encantaba la soledad (resultado de los constantes viajes de sus padres), con el pasar del tiempo comprende que es mejor estar con otros, esto resalta más en su desesperación por romper la maldición que le impuso la reina de Virie.
Como zombi, es inmortal, no siente dolor, calor, ni frío, y puede superar los límites humanos. Sin embargo, es débil ante el fuego y se seca si le da la luz del sol. Posteriormente se ve obligado a convertirse en un masou shoujo, dado que "robo" el poder mágico de Haruna (Parte de la magia que Yuu le robó a Haruna fue donde Ayumu), con el fin de luchar contra los megalos; al transformarse viste un traje tipo cosplay de color rosa y sus capacidades de pelea y regeneración aumentan, además de ser capaz de volar; varios megalos expresan sorpresa o desagrado al ver que es un "hombre masou shoujo" (Aunque el no sea el único).
Eucliwood Hellscythe (ユークリウッド・ヘルサイズ Yūkuriuddo Herusaizu?)
 Seiyū: Midori Tsukimiya
Apodada Yuu, es la protagonista femenina de la historia. Es una nigromante proveniente del Inframundo y miembro del "Septimo abismo"; convirtió a Ayumu en zombi, dado que siente que la muerte de Ayumu fue su culpa, y desde entonces vive con Ayumu y lo trata como su sirviente.  Cuando Ayumu fantasea con ella, su voz cambia (se usarón 4 seiyūs para ella durante el anime).
Es una glotona enorme y suele permanecer tranquila mirando programas de variedades mientras bebe té. Tiene una gran cantidad de poder mágico, el cual no es capaz de controlar, por lo que debe llevar una armadura pesada (creada por Nene y que suprime la magia) y reprimir sus emociones con el fin de controlarlo y no alterar el destino de quienes estén cerca de ella. Tampoco puede hablar por esta misma razón, ya que sus palabras también contienen magia; en su lugar se comunica a través de notas escritas. Pese a su inexpresividad, demuestra que se preocupa por Ayumu y las demás, llegando a entregarse al Rey de la noche para protegerlos. No le gusta que la gente hable de la muerte tan a la ligera, pues comprende el dolor de la muerte. Para ella, las palabras no son solo eso, ya que las suyas pueden cambiar el destino y, según ella, solo traen caos y dolor, por lo que se proclama como una precursora de la muerte. 
Se la conoce como "el centro del mundo" debido a su gran poder mágico, ella también fue la que dio origen a los vampiros ninja, pues el líder de estos bebió directamente de su sangre y esta lo considera un subordinado. Es capaz de transformarse en masou shoujo, dado que robo el poder mágico de Haruna, aunque es muy débil en combate. Entre sus poderes se menciona que sus manos pueden curar y que su sangre puede otorgar la inmortalidad, estos poderes siguen activos aunque ella muera.
Haruna (ハルナ?)
 Seiyū: Iori Nomizu
Autoproclamada la "bella genio baronesa demonio masou shoujo, Haruna-chan", es una masou shoujo proveniente del mundo mágico Virie, su "masou renki (término propio de la obra)" es una motosierra llamada Mystletainn, y los demonios con los que lucha son conocidos como megalos (los cuales son creados en el Inframundo). También puede usar su magia para reparar los daños causados por sus batallas y crear tanto hechizos de combate como barreras mágicas.
Tiene una actitud egoísta y engreída, y solo piensa en sí misma, por lo que Ayumu termina teniendo un amor-odio hacia ella. Es una buena cocinera, aunque prefiere hacer huevos fritos. A lo largo de la historia muestra tener sentimientos por Ayumu, esto se ve por los celos que tiene cuando Ayumu y Tomonori caen de casualidad en una situación romática. A pesar de que se autoproclama una genio, tiene problemas para recordar nombres, llamando a todos por un apodo respectivo a excepción de Ayumu (más adelante se cuenta que lo hace a propósito por un trauma que sufrió de pequeña). 
Se le ordenó originalmente por su maestra, Dai-sensei, ir a Kyoto para comprar tofu, pero terminó en Tokio en su lugar. Después de su primer encuentro con Ayumu a raíz de una pelea con un megalo, ella trato de borrar los recuerdos de Ayumu, pero terminó desnuda, ya que según ella "Ayumu le robó sus poderes mágicos de algún modo". ante su incapacidad de volver a transformarse, nombra masou shoujo a Ayumu para luchar contra los megalos en su lugar y comienza a vivir con él. 
También se cuenta que Haruna es la "última línea de defensa" en el plan de Dai-sensei, pues ella no es una masou shoujo pura y puede enfrentarse a la reina sin doblegarse ante esta.
Seraphim (セラフィム Serafimu?)
 Seiyū: Yōko Hikasa
Seraphim, "Sera", para abreviar, es una bien dotada vampiro ninja perteneciente a la facción reformista de estos mismos. Tiene una actitud seria, fría y noble, siendo incapaz de mentir por más que lo intente y muy confiable por ello; sin embargo, odia lo indecente, y por el actuar de Ayumu, termina abusando tanto física como verbalmente de él constantemente. Es terrible en la cocina, pues suele añadir cosas incomestibles y crear barbaridades letales pese a que le gusta cocinar, mas es la que se encarga del trabajo doméstico. 
Como vampiro ninja es capaz de controlar las hojas, con las que usualmente forma una katana y ataca usando su "Hiken, tsubamegaeshi" (秘剣、燕返し), también tiene un ataque de descarga eléctrica llamada "Dragon Fang Thunder God Thrust" (Ryuga raijinshou (龍牙雷神衝?)) y es capaz de transformarse en una masou shoujo debido a que bebió la sangre de Haruna. Comomo vampiro, periódicamente necesita sangre para mantenerse con vida, y puede anestesiar a las personas con un beso con el fin de adormecer el dolor de la mordedura en el cuello. Ella tiende a hacer esto generalmente con mujeres, debido a una ley de su clan y su aversión general hacia a Ayumu. 
Aparece por primera vez en la casa de Ayumu, con el fin de que Yuu la acompañe para que reviva al difunto jefe de su clan, mas ante la negativa de esta, termina entrando en combate con Ayumu y posteriormente volviéndose sierva de este, con la esperanza de que Yuu cambie de opinión. 
Tras ello, se vuelve algo similar a la mano derecha de Ayumu, habiendo una gran confianza entre ellos a pesar de que Sera lo odia.
Mael Strom (メイル・シュトローム Meiru Shutorōmu?) / Yuki Yoshida (吉田 友紀 Yoshida Yuki?)
 Seiyū: Hisako Kanemoto
Bajo el nombre Mael Strom, es una vampiro ninja perteneciente a la facción conservadora, diferente a la de Seraphim, también es una estudiante en la preparatoria de Ayumu, en la que se hace llamar Yuki Yoshida, aunque su gusto por los deportes, y su manera de actuar y hablar, causan que todos conjuguen los kanjis de su nombre y la llamen "Tomonori" (トモノリ?). 
Es muy infantil e idiota, y casi tan caprichosa como Haruna, razón por la que se lleva bien con ella, mas por el hecho de que Haruna es una buena cocinera, Tomonori la llama "maestra". Aparece por primera vez usando ramen tonkotsu para derrotar a los megalos en un instante, mas tras una serie de hechos, terminó besándose con Ayumu cuando este fue empujado por Haruna, por lo que técnicamente están casados según una ley de los vampiros ninja. Aunque al inicio solo lo hace por su idiotez, con el pasar de los sucesos termina enamorándose verdaderamente.
Entre sus habilidades, se menciona que como vampiro ninja, puede controlar el fuego, más no se le ve usándolo; también tiene dentro suyo un masou heiki (arma mágica, a diferencia de los masou renki, estos son autónomos y no requieren recitar el hechizo para su uso) con la apariencia de un hombre cuya mitad derecha está en fuego, al cual luego bautiza como "Vinaigrette", esto en referencia a su amor por los aderezos, y que fue metida en ella por Dai-sensei como una medida para salvarla de morir y esconder el arma de la reina.

### Antagonistas
Kyouko (京子 Kyouko?)
 Seiyū: Noriko Shitaya
Presentada por primera vez como la supuesta amiga de la infancia de Orito, y una sobreviviente de los ataques del asesino en serie. Ella era realidad una masou shoujo de 15 años y el asesino en serie responsable de la muerte de Ayumu. Al matar a diversos seres humanos y sacrificar sus almas en nombre del Rey de la noche, ella ganó poderes mágicos similares al de los megalos y vampiros ninja, y es capaz de revivir un gracias a las "gemas de la vida" que obtuvo sacrificando personas, con la esperanza de sacrificar almas suficiente para alcanzar la inmortalidad. En el anime se deja en duda si siente algo por Ayumu, pues en el episodio 8 de la 2°  temporada, después de su fiesta, le dice a Ayumu que esta enamorada de él.
El episodio 8 cambió los sucesos originales de la novela, pues en esta, el motivo de la fiesta era una "fiesta de estudiantes", a la cual Ayumu solicita a Dai-sensei que fuese junto a Kyouko para saber la debilidad de Chris, pero ella aprovecha para huir cuando Dai-sensei se duerme, llevándose las dos  katanas de esta (los masou renki de Ariel), luego de luchar con Ayumu, las devuelve y promete cumplir su condena.
Reaparece en el volumen 9, junto con Dai-sensei y un nuevo masou renki con forma de garrote y apariencia de durian, para llevar a cabo la orden de la reina de maldecir a Ayumu, bajo la promesa de que su condena sería reducida. 
Rey de la noche (夜の王 Yoru no Ou?)
 Seiyū: Koji Yusa
Originario del Inframundo y miembro del Séptimo abismo, es un zombi que fue traído de vuelta a la vida por Yuu tras perecer en batalla. Sin embargo, esto causó, según él, que el mundo perdiese su color y su vida perdiese sentido; esto, más el hecho de no ser elegido como rey del Inframundo, hicieron que cayera en desesperación y tenga deseos de morir, mas al ser un zombi era incapaz hacerlo, lo que causó que empezara a odiar profundamente a Yuu y comenzara a causar caos con tal de que Yuu lo mate; sin embargo, Yuu solo le dijo que desaparezca. 
Dado su gusto por los animales, fue el que dio la idea de que los megalos fueran hechos con base en los animales; a su vez, trabajaba a tiempo parcial en una tienda de mascotas por ello, adoptando el nombre de Yoruno (proveniente de "Yoru no" Ou). Sus habilidade son similares a las de Ayumu, mas él es capaz de controlar una niebla oscura y  ta nto atacar como teletransportar cosas a través de esta. 
Aparece por 1° vez en el episodio 9 del anime, enfrentándose a  Yuu y amenazándola; en el episodio siguiente, se revela que su nombre es Yoruno, y tras un enfrentamiento contra Ayumu y compañía, se lleva a Yuu con él; en el episodio 11, tiene su enfrentamiento final con Ayumu, siendo derrotado después de ser molido a golpes. Tras ello, le ruega a Yuu a que lo mate, y que después de morir, su alma reencarne en un pingüino megalo, porque le gustan los pingüinos. 
Posteriormente solo suele ser mencionado en ciertas anécdotas, entre ellas que en algún momento peleó contra Chris y Lilia, además de que en sus intentos de que Yuu lo odie, mató al líder del Séptimo abismo.
Chris (クリス Kurisu'?) / Kurisu Takeshi (栗須猛  Takeshi Kurisu?)
 Seiyū: Hitomi Nabatame / Daisuke Kishio
Conocida como "la masou shoujo más fuerte", es una chica baja, con un traje gótico blanco, y que siempre lleva una botella de sake consigo. Apareció brevemente por primera vez en el capítulo 12 de la 1° temporada, y luego como la antagonista principal de la 2° temporada. 
En el anime, Ayumu la encuentra en el laboratorio de ciencias, ebria y friendo un calamar; a partir de ahí Ayumu comienza a recurrir a ella para contarle sus problemas, creyendo que era una alucinación creada por su estrés y llamándola "Hada-san"; a Chris también comenzó a agradarle Ayumu, llamándolo en algún momento "un buen compañero de bebida". En el episodio 7, durante el festival escolar, se revela que Chris, "Hada-san", era en realidad Kurisu Takeshi, tutor a cargo de la clase de Ayumu, que tras robar un tipo de tótem que Haruna creó, recupera su magia y forma original. Más tarde se explica que Chris lideró un golpe de Estado en Virie hace 100 años, y tras ser derrotada, recibió una maldición como castigo, la cual le arrebatada sus poderes e individualidad, y la convertía en un viejo de aproximadamente 50 años (la maldición se rompe temporalmente cuando se embriaga). Su arco queda inconcluso.  
Su historia en la novela y el manga no difiere mucho a la del anime al inicio, todo cambia en el festival escolar, donde Ayumu la ve por segunda vez y la confunde con una niña que estaba bebiendo; durante del evento, lleva a cabo un plan para recuperar su forma original, robando el amuleto de Haruna (el tótem en el anime) y un anillo capaz de controlar el poder mágico, y al final comienza una pelea con Ayumu, la cual es interrumpida por Yuu y se marcha. En el volumen 7 de ambas versiones, Ayumu tiene su enfrentamiento final con Chris, tras tratar de hablar con ella sobre la llegada de la reina y prometerle hacer algo con su maldición, inicia una pelea, la cual Ayumu gana rompiendo el anillo de Chris con una bufanda que Nene encantó; Chris luego promete volver a su vida como maestro. A partir de aquí, tiene una participación menor. 
En estas versiones, Chris tiene una actitud similar a la de Haruna, egoísta y que solo piensa en sí misma, pero más sombría, llegando a apuñalar a Tomonori por la espalda, con intenciones de matar a quien se oponga a lo que ella quiere hacer, y planeando explotar una de las bombas que Dai-sensei creó, para así causar una masacre y que la reina mate a esta última. También se revela que Dai-sensei era en realidad la verdadera líder del golpe de Estado, y que Chris recibió la maldición que debía caer sobre ella, en consecuencia, Chris quiere vengarse de ella.
Lilia Lilith (リリア・リリス  Riria Ririsu?)
 Seiyū: Mariko Honda
La reina de Virie, una pequeña chica de cabello rubio y una tiara en la cabeza, y tiene la costumbre de decir "lo siento" a cada rato, esto debido a que su poder mágico es igual de grande que el de Yuu y solo puede expresar su arrrepentimiento.  
Le encanta todo lo relacionado con la guerra, tiene una actitud cobarde y humilde, pero si reconoce a alguien o algo como un obstáculo, lo eliminará sin dudar; siempre va a lo seguro, y si reconoce que no puede con algo, no va como lo planea, o resulta peligroso para ella, huira de inmediato; a su vez, el hechizo para transformarse en masou shoujo contiene entre sus líneas el deseo de ser como la reina. 
Se consagra como la antagonista principal desde el volumen 8 hasta el final de la obra. Aparece por 1° vez en la Comiket, en la cual se encuentra con Ayumu, tras una serie de eventos y peleas, Ayumu termina besándola, lo que causa que Lilia ordene que Ayumu sea maldecido, pues ella tiene el poder para maldecir a quien quiera siempre que ella lo crea conveniente.  
En cuanto al anime, apareció brevemente en una parte del OP y del episodio 9 de la 2° temporada junto a "Fuurinka-nyan", un peluche con forma de león, el cual es su "masou heiki" y el cual ella es capaz de adaptar según las experiencias que obtiene en combate.

### Otros
Orito (織戸?)
 Seiyū: Hiroyuki Yoshino
Un compañero de clases y amigo de Ayumu, que a menudo se ve celoso de la situación actual de Ayumu quien vive con tres bellas mujeres. Usa lentes y tiene el pelo en puntas, y la mayoría de las veces actúa de manera infantil y poco coherente, es un pervertido de alto nivel y tiene un gusto enfermizo por las tsunderes hasta llegar al punto de invitar a Ayumu a un café VIPtsundere. Pese a todo esto, demuestra ser muy perseverante y muy hábil dibujando, mas su actitud enfermiza lo aleja de obtener una novia.
Shimomura (下村?)
 Seiyū: Itsuki Takizawa
Apodado Anderson-kun, es un compañero de clases de Tomonori y amigo de Ayumu, pertenece al club de baloncesto y proviene del Inframundo (Al parecer es una especie de noble, pues no usa honoríficos con Yuu). Tiene la apariencia de un príncipe inglés por su cabello rubio y sus características faciales, mas es inútil en batalla, pues es denominado un "megalo de clase D", dado que posee una habilidad inútil en combate, la cual es medir el tiempo precisamente.
Taeko Hiramatsu (平松 妙子 Hiramatsu Taeko?)
 Seiyū: Rie Yamaguchi
Compañera de clases de Ayumu, es una chica tímida e inteligente que lleva el cabello en coletas, y una de las pocas personas de su clase que habla con él. Ella conoce a Ayumu desde que eran niños, y como fue contado en el OVA (volumen 6), admira mucho la amabilidad de Ayumu y se siente atraída a él por ello. Al final de la segunda temporada Ayumu le dice enfrente de la clase a Yuu, que la ama y Taeko se desmaya.
Ariel (アリエル Arieru?)
 Seiyū: Ai Shimizu
También conocida como Dai-sensei (大先生 literalmente Gran Maestra, apodo puesto por Haruna), es la maestra de Haruna en la escuela de mágica de Virie y la actual "masou shoujo más fuerte"; su masou renki son dos katanas y tiene una afinidad por el tofu de Kyoto, por el cual envío a Haruna para que compre un poco. No se sabe sobre sus verdaderas intenciones en el anime, mas en la novela, se deja claro que ella fue la verdadera líder del golpe de Estado y que quiere volver a ejecutar otro, esto por un resentimiento que tuvo con la reina durante la guerra entre Virie y el Inframundo; además, ciertos sucesos, como el arma dentro de Tomonori y otros mostrados en la novela, fueron planeados por ella con el fin de ejecutar un golpe exitoso, mas esto genera que Ayumu la amenace si algo le llegara a pasar a las demás.
Sarasvati (サラスバティ Sarasubati?) / Kirara Hoshikawa (星川 輝羅々 Hoshikawa Kirara?)
 Seiyū: Aya Gōda
Una vampiro ninja de la facción reformista y la superior de Sera, es capaz de controlar el agua para crear espadas y otras cosas. A pesar de saber la verdadera identidad de Yuu, la considera como un imán de megalos y le asignó a Sera la misión de matarla. En la última minihistoria de la OVA durante un concurso termina enamorada del trasero de Ayumu, que no se cansa de mirar confesando que es un "juego imparable" y empieza a refierse a él como "My darling". Muchas veces tiende a interpretar las reglas de las vampiros ninjas a su manera para así hacer lo que le plazca, también las usa para manipular a seraphim a que haga cosas vergonzosas como convertirla en una idol y hacerlas vestir de manera provocativa. 
Aparece más constantemente en la novela, siendo un personaje recurrente desde el festival escolar, en el cual le dice a Ayumu que le encanta la forma de su trasero. Pese a ser bastante lujuriosa y celosa con Ayumu, va mejorando su modo de ser y termina amándolo de verdad; suele ser muy estricta tanto con las reglas como con su trabajo, además de demostrar ser una sadista total.
Naegleria Nebiros (ネグレリア・ネビロス Negureria Nebirosu?)
 Seiyū: Ami Koshimizu
Una chica proveniente del Inframundo y miembro del "Séptimo abismo". Vive en un apartamento destartalado y se dedica a dibujar doujinshi, Se caracteriza por ser la personaje más dotada y porque suele quedarse dormida en todo momento; tiene una personalidad tolerante, permisiva y tranquila que la hace parecer una madre; también posee la habilidad de cancelar cualquier poder y efecto mágico, razón por la que es reconocida como un "megalo de clase S" en Virie, pero si usa demasiado poder, puede caer dormida por mucho tiempo.
Barón demonio (悪魔男爵 Akuma Danshaku?)
 Seiyū: Toru Okawa
El supuesto difunto líder de los vampiros ninja y persona a la cual Haruna admira, el cual reaparece tras cuando Chris se convierte en una amenaza potencial. Tiene una apariencia descuidada, vistiendo una bata blanca cuyos puños están manchados con sangre, también tiene una hija llamada Ayaka. Es originario de Virie, amigo de la infancia de Dai-sensei y creador de las masou renki; tiene el poder de moverse a través de las sombras y participó en el golpe de Estado comandando una facción de vampiros ninja, lo que le valió la maldición de "estar al borde de la muerte en todo momento", razón por la que escupe sangre a cada rato y por la que se hizo pasar por muerto. 
Apareció brevemente en el episodio 6 de la 2° temporada, entregándole un anillo a Ayumu. Durante la ausencia de Chris, él era el maestro suplente en  la clase de Ayumu, pero fue cambiado por Dai-sensei en el anime.

## Media

### Novela ligera
Kore wa Zombie Desu ka? comenzó a serializarse como novela ligera escrita por Shinichi Kimura y con ilustraciones proporcionadas por Kobuichi y Muririn. El primer volumen se publicó por Fujimi Shobo en Fujimi Fantasia Bunko el 20 de enero de 2009.  Cuenta con diecinueve volúmenes publicados en total.

#### Lista de volúmenes
| # | Título | ISBN                   | Fecha de publicación     |
| - | --- | ---------------------- | ------------------------ |
| 1 | «Kore wa Zombie Desu ka? Sí, soy una masou shoujo» «Kore wa Zonbi Desu ka? Hai, Masō-Shōjo Desu» (これはゾンビですか? はい、魔装少女です)                                  | ISBN 978-4-8291-3370-5 | 20 de enero de 2009      |
| 2 | «Kore wa Zombie Desu ka? Sí, soy la precursora de la muerte» «Kore wa Zonbi Desu ka? Sō, Watashi wa Shi o Yobu Mono» (これはゾンビですか? そう、私は死を呼ぶもの)          | ISBN 978-4-8291-3524-2 | 20 de mayo de 2009       |
| 3 | «Kore wa Zombie Desu ka? No, va a explotar» «Kore wa Zonbi Desu ka? Ie, Sore wa Bakuhatsu Shimasu» (これはゾンビですか? いえ、それは爆発します)                            | ISBN 978-4-8291-3442-9 | 20 de septiembre de 2009 |
| 4 | «Kore wa Zombie Desu ka? ¡Sí, soy el maestro más fuerte!» «Kore wa Zonbi Desu ka? Un, Sensei ga Saikyō Dayo!» (これはゾンビですか? うん、先生が最強だよ!)                  | ISBN 978-4-8291-3481-8 | 20 de enero de 2010      |
| 5 | «Kore wa Zombie Desu ka? ¡Oh!, My darling es un bueno para nada» «Kore wa Zonbi Desu ka? Ā, Mai Dārin wa Rokudenashi» (これはゾンビですか? ああ、マイダーリンはロクデナシ) | ISBN 978-4-8291-3524-2 | 20 de mayo de 2010       |
| 6 | «Kore wa Zombie Desu ka? Sí, las dos son mis esposas» «Kore wa Zonbi Desu ka? Hai, Dochira mo Yome Desu» (これはゾンビですか? はい、どちらも嫁です)                        | ISBN 978-4-8291-3574-7 | 20 de octubre de 2010    |
| 7 | «Kore wa Zombie Desu ka? Sííí~, soy la tetona durmiente» «Kore wa Zonbi Desu ka? Hāi, Nemureru Chichi Desu» (これはゾンビですか? はーい、眠れるチチです)                   | ISBN 978-4-8291-3605-8 | 20 de enero de 2011      |

### CD Drama
Un CD drama de Kore wa Zombie Desu ka? publicado por Marine Entertainment fue puesto en libertad el 30 de diciembre de 2009. El CD drama fue lanzado en dos ediciones limitadas y regulares. La edición limitada viene con un folleto escrito por Shinichi Kimura y una ilustración especial hecha por Kobuichi y Muririn.

### Manga
Una adaptación a manga hecha por Sacchi comenzó a serializarse en la revista de manga shōnen Monthly Dragon Age el 9 de enero de 2010. Con un total de 8 volúmenes y siendo licenciado por YenPress. Una adaptación yonkoma llamada Kore wa Zombie Desu ka? Hai, yonkoma Desu Fumi. ((これ は ゾンビ です か? はい, 4 コマ です 風味. , Kore ha Zonbi Desu ka? Hai, yonkoma Fumi Desu?) ilustrado por Mupa también fue serializado en Monthly Dragon Age. Una tercera adaptación del manga llamado Kore wa Zombie Desu ka? Hai, Anata no Yome desu. (これはゾンビですか? はい、アナタの嫁です。 Kore ha Zonbi Desu ka? Hai, Anata no Yome desu.?) ilustrado por Ryō Hasemi fue serializado en Monthly Dragon Age con un total de 6 volúmenes, los cuales adaptan las historias del volumen 6 y 9.

### Anime
Una adaptación al anime de Kore wa Zombie Desu ka? se anunció por primera vez el 17 de mayo de 2010 y la producción a cargo del Studio Deen. El episodio 13 vino junto a una edición especial del octavo volumen de la novela ligera en formato DVD . El episodio 10 no fue emitido en su semana correspondiente a causa del terremoto y el tsunami del 2011 en Japón.
En Anime Central, Funimation Entertainment anunció que ha licenciado el anime para Estados Unidos, bajo el título Is This A Zombie?, y la emisión de la serie será en el 2012.
Una segunda temporada fue confirmada en la edición de julio de la revista Monthly Dragon Age, con el nombre de Kore wa Zombie Desu ka? Of the dead. La misma se emitió en el 2012.  Un DVD con el episodio 0 vino incluido en una edición especial del volumen 10 de la novela ligera.
El final del episodio 9 daba a entender que cabía la posibilidad de una tercera temporada, pero por diversas razones (principalmente una desordenada adaptación del material y bajas ventas), no se llegó a realizar.
Cuando a Iori Nomizu se le preguntó qué parte de ella fue similar a Haruna, el personaje que estaba interpretando, afirmó que tanto ella como Haruna eran personas muy enérgicas.

#### Música
El Opening es "Leave-It-To-Me Tonight" (魔・カ・セ・テ Tonight, Ma-Ka-Se-Te Tonight?) interpretado por Iori Nomizu y el Ending es "Realize, Mr. Zombie, I am your Classmate" (気づいてゾンビさま、私はクラスメイトです, Kizuite Zonbi-sama, Watashi wa Kurasumeito Desu?) interpretado por Rie Yamaguchi y Manzo.
El Segundo Opening es "passionate" (パショナート, Pashonato) interpretado por Iori Nomizu y el segundo Ending es "I am beginnner in love T_T" (恋のビギナーなんです, Koi no Beginner Nan Desu) interpretado por Rie Yamaguchi.

## Recepción
Kore wa ka Zombie Desu ka? fue reconocido en los 20th Premios de Fujimi Fantasia Bunko con una mención de honor por ser una novela de larga duración.